# Cockspur Street
Cockspur Street est une rue de Londres.

## Situation et accès

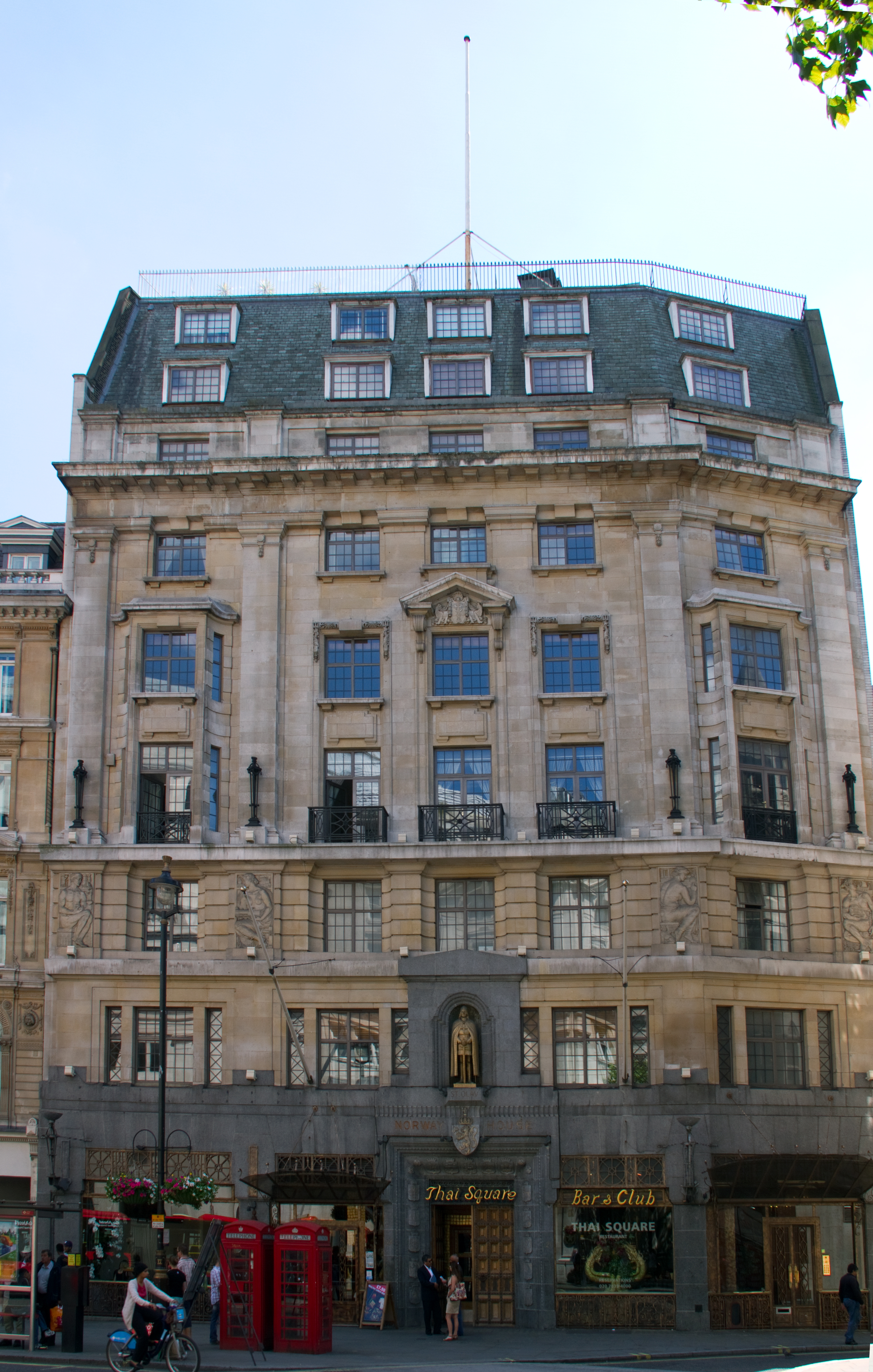
Norway House.

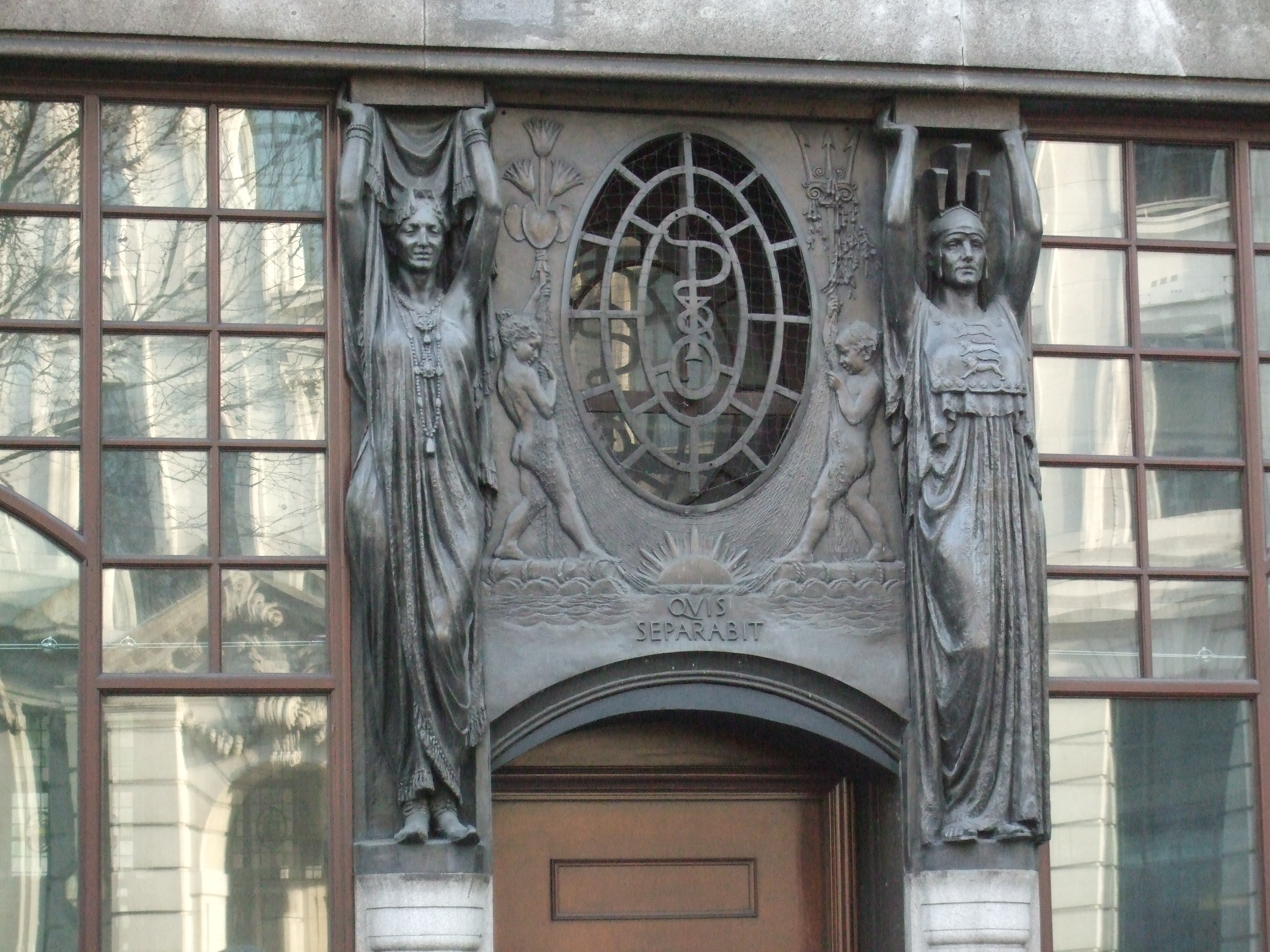
Façade de l'Ambassade du Brésil.

Située dans le quartier du West End, Cité de Westminster, elle relie, au nord-ouest, Pall Mall et Haymarket à Trafalgar Square, au sud-est.
La station de métro la plus proche est Charing Cross, où circulent les trains des lignes  Bakerloo  Northern.

## Origine du nom
Le nom de la rue signifie littéralement « rue des éperons de coqs » car il s’y déroulait au début du XVIIIe siècle des combats de coqs et l’on y trouvait des éperons que l’on fixait aux pattes des volatiles.

## Historique
Le 26 janvier 1871 est fondée dans un restaurant de la rue, le Pall Mall, la Rugby Football Union.

## Bâtiments remarquables et lieux de mémoire
- No 1 : Oceanic House était le siège de l'Oceanic Steam Navigation Company, ou White Star Line, l'une des compagnies propriétaires du Titanic.
- No 14-16 : ambassade du Brésil, anciennement siège de la P&O Orient Lines Shipping Company.
- No 21-24 : Norway House, ancienne Chambre du Commerce de la Norvège.
- No 26-27 Cockspur Street (et ancien 8 Spring Gardens, actuel Cockspur Court[3]) :

— anciens Cunard Offices (années 1910-1920), qui absorbent aussi le 31,
— antérieurement British Hotel (démoli en 1886/1887)
— plus anciennement, le no 27 est occupé par le British Coffee House (1717, rebâti en 1770 d'après les plans de Robert Adam) qui existe encore cent ans plus tard.
- No 29-34 Cockspur Street et 2 Spring Gardens :

— The Trafalgar St. James London, établissement hôtelier, précédemment Trafalgar Hotel.
L'aile sur Cockspur Street, d'abord connue sous la dénomination d'America House (1906, Arthur Joseph Davis architecte) est initialement conçue pour abriter la compagnie maritime The Royal Mail Steam Packet Company - RMSP fondée en 1839, future Royal Mail Lines (1932-1972).